# Simplon (stanice metra v Paříži)
Simplon je nepřestupní stanice pařížského metra na lince 4 v 18. obvodu. Nachází se pod Boulevardem Ornano.

## Historie
Stanice byla otevřena 14. května 1908 jako součást prvního severního úseku linky mezi stanicemi Porte de Clignancourt a Châtelet. Samotná linka byla otevřena již 21. dubna a po několik týdnů vlaky stanicí pouze projížděly.

## Nehoda
6. srpna 2005 v 16,42 řidič vlaku jedoucího ve směru do Porte d'Orléans zjistil, že z pátého vozu protijedoucího vlaku uniká kouř, což okamžitě oznámil vysílačkou. Trakční proud byl odpojen a vlaky evakuovány. Souprava zůstala na nástupišti a hrozilo šíření ohně. O několik minut později oheň zachvátil pátý vagón a přeskočil i na vlak stojící na nástupišti v protějším jízdním pruhu.
Hasiči dorazili na místo velmi rychle, ale trvalo několik hodin, než se jim podařilo uhasit požár. Kvůli kouři byl přerušen po zbytek dne provoz na lince 4 mezi Porte de Clignancourt a Réaumur – Sébastopol a byla evakuována sousední stanice Marcadet – Poissonniers. Tato stanice je přestupní s linkou 12, takže musel být na 1,5 hodiny přerušen provoz i na části této linky mezi stanicemi Trinité – d'Estienne d'Orves a Porte de la Chapelle. Provoz na lince 4 byl zahájen již příštího dne v 8 hodin ráno. Stanice Simplon, jejíž rekonstrukce byla beztak již dlouho plánována, byla pro běžný provoz uzavřena a znovu otevřena v únoru 2006.
Požár způsobil nefunkční jistič blokující kola před maximálním zrychlením. Rychlý pohyb kola vedl k přehřátí a vznícení pneumatiky. Požár odhalil špatnou úroveň hlášení kouře v této části linky. Bezpečnostní opatření a pohotovost personálu však zabránily obětem na životech. Pouze 19 lidí bylo lehce otráveno kouřem (jeden cestující a 18 zaměstnanců RATP).

## Název
Jméno stanice pochází od nedaleké ulice Rue du Simplon, která odkazuje na průsmyk Simplon, který se nachází v nadmořské výšce 2009 m v Alpách ve Švýcarsku, mezi švýcarským kantonem Valais a italskou oblastí Piemont, a přes který Napoleon nechal v roce 1807 zřídit silnici.

## Vstupy
Stanice má tři východy na Boulevard Ornano před domy č. 27, 36 a 38.